# Verena Jooß
Verena Jooß (9 januari 1979) is een Duitse voormalig baan- en wegwielrenster. In 2008 behaalde ze samen met Charlotte Becker en Alexandra Sontheimer een derde plaats op de ploegenachtervolging tijdens het wereldkampioenschap baanwielrennen.
Jooß heeft deelgenomen aan de Olympische Zomerspelen van 2008. Ze werd tijdens deze spelen elfde op de achtervolging.

## Belangrijkste uitslagen

### Baanwielrennen
| Jaar      | DK                                   | EK                   | WK            | Overige                                                                  |           |
| Als elite | Als elite                            | Als elite            | Als elite     | Als elite                                                                | Als elite |
| --------- | ------------------------------------ | -------------------- | ------------- | ------------------------------------------------------------------------ | --------- |
| 2003      | achtervolging                        |                      |               |                                                                          |           |
| 2004      | achtervolging, puntenkoers           |                      |               |                                                                          |           |
| 2005      | achtervolging                        |                      |               |                                                                          |           |
| 2006      | achtervolging, 500m tijdrit          |                      |               |                                                                          |           |
| 2007      | achtervolging, 500m tijdrit          |                      |               |                                                                          |           |
| 2008      | achtervolging                        |                      | achtervolging | Olympische Spelen: 11e achtervolging WB Kopenhagen: ploegenachtervolging |           |
| 2009      | achtervolging                        |                      |               |                                                                          |           |
| 2010      | 500m tijdrit                         | ploegenachtervolging |               |                                                                          |           |
| 2011      | teamsprint                           |                      |               |                                                                          |           |
| 2012      | ploegenachtervolging · achtervolging |                      |               |                                                                          |           |

### Wegwielrennen
2006
 Wereldkampioenschap tijdrijden, Universitairen